# شهرستان میرآباد
شهرستان میرآباد یکی شهرستان‌های استان آذربایجان غربی ایران است. مرکز این شهرستان، شهر میرآباد است.
این شهرستان در تاریخ ۲۴ مرداد ۱۴۰۱ از شهرستان سردشت جدا شد و مستقل گردید.

## موقعیت جغرافیایی
شهرستان میرآباد از شمال با شهرستان پیرانشهر، از شمال شرقی با شهرستان مهاباد، از جنوب شرقی تا جنوب با شهرستان سردشت و از غرب با کشور عراق همسایه است.

## تقسیمات کشوری
شهرستان میرآباد دارای ۲ بخش، ۴ دهستان و ۱ شهر به شرح زیر است:

### شهرستان میرآباد
| بخش   | مرکز بخش | جمعیت بخش ۱۳۹۵ | نام دهستان  | مرکز دهستان | جمعیت دهستان ۱۳۹۵ | شهر              | جمعیت شهر ۱۳۹۵   |
| ----- | -------- | -------------- | ----------- | ----------- | ----------------- | ---------------- | ---------------- |
| مرکزی | میرآباد  | ۱۶٬۲۹۱ نفر     | ساوان       | مزرعه       | ۶٬۵۵۱ نفر         | میرآباد          | ۶٬۰۰۰ نفر        |
| مرکزی | میرآباد  | ۱۶٬۲۹۱ نفر     | گورک نعلین  | موسالان     | ۳٬۷۴۰ نفر         | میرآباد          | ۶٬۰۰۰ نفر        |
| زاب   | واوان    | ۶٬۴۰۹ نفر      | ملکاری شرقی | نواوه       | ۳٬۳۷۲ نفر         | **************** | **************** |
| زاب   | واوان    | ۶٬۴۰۹ نفر      | ملکاری غربی | آغلان       | ۳٬۰۳۷ نفر         | **************** | **************** |

## جاذبه‌های گردشگری
از جاذبه‌های گردشگری و باستانی شهرستان میرآباد می‌توان به موارد زیر اشاره نمود:
- آبشار چکوو
- تفرجگاه خدرآباد و تنگه دوژه
- پردانان
- کوهستانهای هه لالاویی روستای سیونه

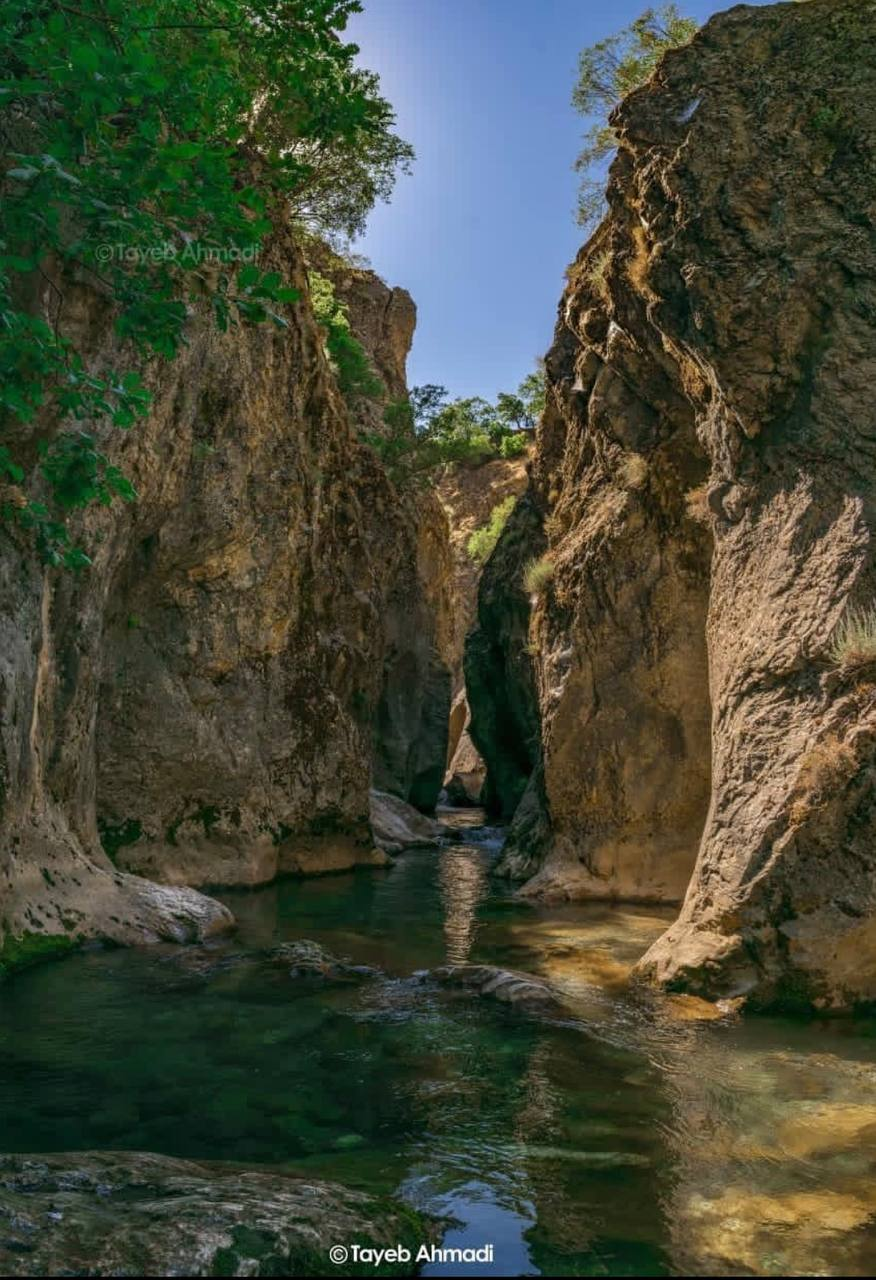
تنگه دوژه (خدرآباد)

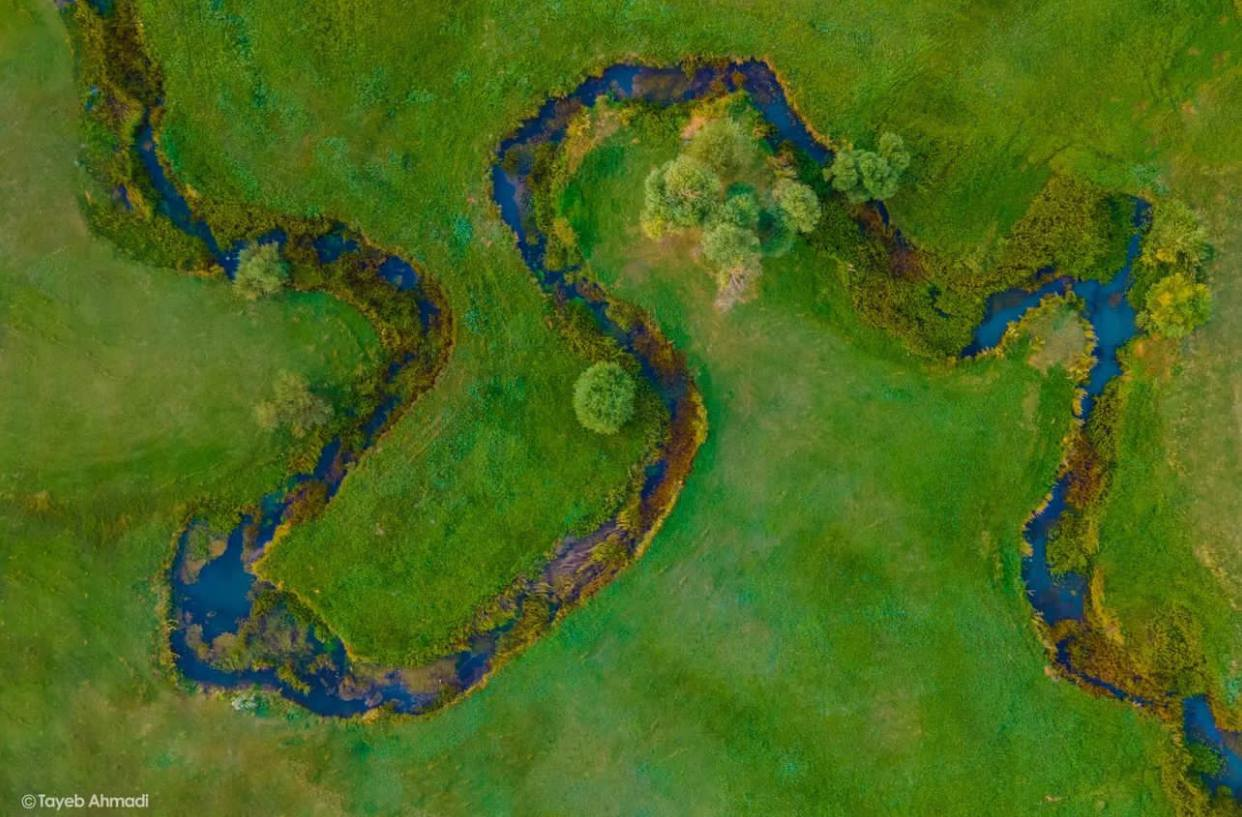
دشت وزینه

- دره گرژال
- دشت وه‌زنێ (وزینه)
- محوطه تاریخی ساوان
- پل قلعه تاسیان
- گورستان تاریخی روستای گومان
- غار قلاتاسیان در روستای قلاتاسیان
- جنگل‌های حفاظت شدهٔ میرآباد
- آبشار نێزه
- کانی رش
- پل معلق جولانه

## جمعیت
بر پایه سرشماری عمومی نفوس و مسکن در سال ۱۳۹۵، جمعیت شهرستان میرآباد برابر با ۲۲٬۷۰۰ نفر بوده‌است.